# Playa de Las Cabrilleras
La playa de Las Cabrilleras se encuentra en el concejo asturiano de Cudillero y pertenece a la localidad española de Ballota. Forma parte de la Costa Occidental de Asturias y está enmarcada en el Paisaje Protegido de la Costa Occidental de Asturias.

## Descripción
La playa es realmente un pedrero con forma de concha, tiene una longitud de unos 300-310 m y una anchura media de unos 25 m. Su entorno es rural y con un bajo grado de urbanización. Las arenas son blanquecinas de grano medio y tiene muy poca asistencia. Los accesos son peatonales e inferiores a 0,5 km y de fácil recorrido. Su entorno es rural y con un bajo grado de urbanización.
La playa está rodeada por acantilados de unos cien m altura y para acceder a ella hay que preguntar en el pueblo de Ballota por el camino que conduce a ella y a su playa vecina, «El Destillo», porque hay que ir atravesando praderías. Al acercarse a la playa deben tomarse las precauciones necesarias porque, a veces, no se sabe con exactitud dónde termina la pradera y empieza el acantilado debido a la cantidad de maleza que se acumula. La playa no dispone de ningún servicio y las actividades más recomendadas son la pesca deportiva.
Cuando la marea está baja se une a otras calas contiguas como son La Huelga, La Ribeirína, el Destillo y La Freitona, dando lugar a que la Playa de Ballota llegue a alcanzar en conjunto los 1800 metros.